# New Bedford Inlet
Das New Bedford Inlet (in Argentinien Ensenada Nueva Bedford) ist eine 40 km lange, 14 km breite, sackförmige und vereiste Bucht an der Lassiter-Küste des Palmerlands auf der Antarktischen Halbinsel. Sie liegt zwischen dem Kap Kidson und dem Kap Brooks.
Wissenschaftler der United States Antarctic Service Expedition (1939–1941) entdeckten und fotografierten die Bucht bei einem Überflug im Dezember 1940. Benannt ist sie nach der Hafenstadt New Bedford im US-Bundesstaat Massachusetts, die im 19. Jahrhundert eine Hochburg des Walfangs in Neuengland war.